# Ixora dzumacensis
Ixora dzumacensis är en måreväxtart som beskrevs av André Guillaumin. Ixora dzumacensis ingår i släktet Ixora och familjen måreväxter. Inga underarter finns listade i Catalogue of Life.